# Klaus Theweleit

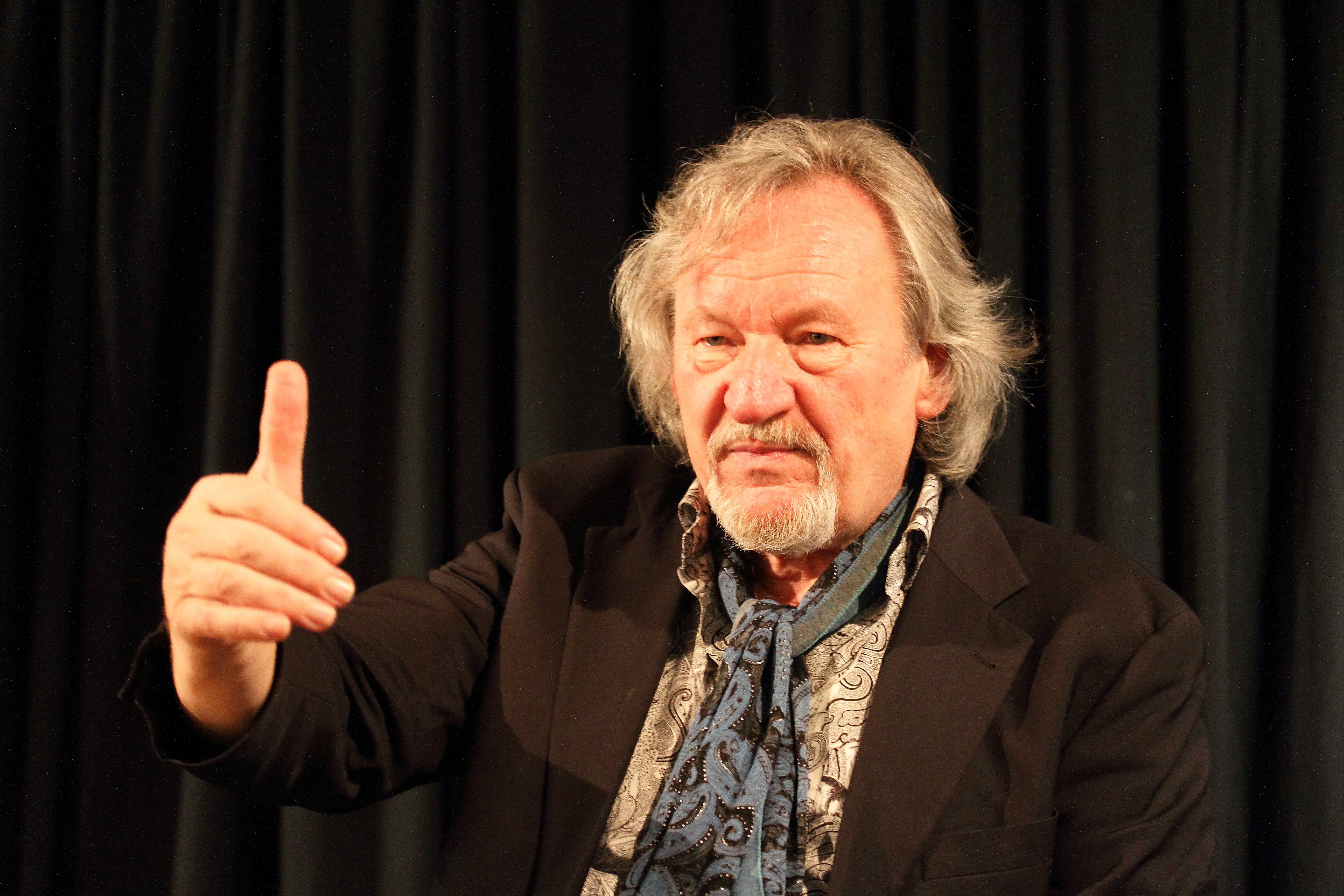
Klaus Theweleit bei einer Lesung von Das Lachen der Täter: Breivik u. a. im club W71 (2016)

Klaus Theweleit (* 7. Februar 1942 in Ebenrode, Ostpreußen) ist ein deutscher Literaturwissenschaftler, Kulturtheoretiker und Schriftsteller.

## Leben
Theweleit wurde im ostpreußischen Ebenrode (heute Nesterow) als Sohn des Eisenbahnbeamten Bruno Theweleit (1901–1966), unlegalisierter Sohn eines ostpreußischen Hofbesitzers, und seiner Frau Käte (1901–1977), Tochter eines Schneiders aus Cranz (heute Selenogradsk), geboren. Er wuchs nach der Flucht der Familie in Schleswig-Holstein auf.
Er studierte Germanistik und Anglistik auf Lehramt in Kiel und Freiburg. Sein Studium finanzierte er durch Jobs im Hoch- und Tiefbau, auf einer Kieler Werft oder beim Kraftfahrt-Bundesamt in Flensburg-Mürwik. Als Mitglied des SDS nahm er an der linken Außerparlamentarischen Opposition teil. Aufgrund seiner politischen Aktivitäten ging er davon aus, nicht in den Lehrberuf eintreten zu können (siehe Radikalenerlass). Von 1969 bis 1972 arbeitete er als freier Mitarbeiter für den Südwestfunk. Zunächst veröffentlichte er seine Beiträge unter dem Pseudonym „Thomas Kleefisch“.
Mit seiner „summa cum laude“ bewerteten Dissertation Freikorpsliteratur: Vom deutschen Nachkrieg 1918–1923 wurde er 1976 zum Dr. phil. promoviert. Die Doktorarbeit war die Grundlage für das 1977/1978 erschienene zweibändige Werk Männerphantasien.
Nach seiner Promotion wollte man ihn an der Freiburger Universität aufgrund seiner, so der dortige Germanist Gerhard Kaiser, „ungezügelten Intelligenz“ kein Proseminar abhalten lassen. Später lehrte er am Institut für Soziologie der Universität Freiburg und leitete Seminare an der Deutschen Film- und Fernsehakademie Berlin. Von 1998 bis 2008 war er Professor für Kunst und Theorie an der Staatlichen Akademie der Bildenden Künste Karlsruhe. 2002 und 2003 war er Fellow des Kollegs Friedrich Nietzsche.
Theweleit lebt seit vielen Jahren in Freiburg, ist als freier Autor tätig und hat Lehraufträge in Deutschland, den USA, der Schweiz und Österreich. Er ist Mitglied des PEN-Zentrums Deutschland sowie der Deutschen Akademie für Fußball-Kultur. Der sportliche Ruheständler ist nebenbei weiterhin als Hobbymusiker aktiv. Theweleit ist seit 1972 mit der Psychoanalytikerin Monika Theweleit-Kubale (* 1945) verheiratet. Das Paar hat zwei Söhne.

## Werk

### Männerphantasien
Theweleits zweibändige Untersuchung Männerphantasien (1977/1978) entstand im Kontext der Aufarbeitung des Nationalsozialismus und gilt als eines der ersten Werke der deutschen und internationalen Männerforschung. Das 1.174 Druckseiten umfassende, zweibändige Werk erschien im Verlag Roter Stern und wurde nach Erscheinen sowohl in linksalternativen und feministischen als auch in etablierten Publikationen ausführlich rezipiert. In einer achtseitigen Spiegel-Rezension bezeichnete Rudolf Augstein das Buch im Dezember 1977 als die „vielleicht aufregendste deutschsprachige Publikation dieses Jahres“. Mit diesem Buch wurde Theweleit weit über die linke Subkultur hinaus bekannt.
Rezipiert wurden Theweleits Überlegungen u. a. von Karl Ove Knausgård (Min kamp, 2009–2011). Christian Kracht bezog sich in seiner Frankfurter Poetikvorlesung auf Theweleit.
In dem stark an Konzepten der Psychoanalyse und von Gilles Deleuze und Félix Guattari orientierten Buch untersuchte Theweleit faschistisches Bewusstsein und die soldatische Prägung des Ich. Darüber hinaus versuchte er, einige der verbreiteten psychoanalytischen Ansichten über den faschistischen Männertyp umzuformulieren. Er behandelt darin insbesondere die Literatur der deutschen Freikorps der Zwischenkriegszeit. Angeregt sind seine Thesen außerdem durch die Arbeit der amerikanischen Psychoanalytikerin Margaret Mahler, die in ihrem 1969 erschienenen Buch On Human Symbiosis and the Vicissitudes of Individuation psychotische Kinder beschreibt, deren Züge Theweleit mit den Attitüden der Autoren – Hermann Ehrhardt, Gerhard Roßbach, Martin Niemöller, Rudolf Höß, Ernst Jünger, Ernst von Salomon, Paul von Lettow-Vorbeck und Manfred von Killinger – vergleicht, die den Ausgangspunkt seiner (zunächst literaturwissenschaftlichen) Untersuchung bilden.
Gemeinsam sei sowohl den genannten Kindern als auch den von Theweleit angeführten Autoren u. a. eine Unfähigkeit zu menschlichen Beziehungen, ein Entgleisen der libidinösen menschlichen Objektwelt und ein aggressionsgesättigtes, chaotisiertes „Inneres“. Weder bei den von Mahler beschriebenen Kindern noch bei dem (durch die genannten Autoren repräsentierten) faschistoiden Männertyp sei ein von innen heraus gewachsenes Ich im Sinne der Freudschen Psychoanalyse – als Mittler zwischen der Welt und dem Es – voll entwickelt. Aufgrund dieses Mangels sei der faschistoide Typ, ähnlich wie Mahlers Patienten, von jederzeit hereinbrechenden unlustvollen symbiotischen Zuständen bedroht und darum zu ständiger Angstabwehr gezwungen.
Im Gegensatz zu den beschriebenen Kindern seien Erwachsene vom „faschistischen Typ“ jedoch hoch funktional, was Theweleit dadurch erklärt, dass diese Personen durch erlittene Prügel und militärischen Drill ein sekundäres Ich in Form eines „Körperpanzers“ erworben haben, dessen äußere Kennzeichen u. a. militärische Strammheit, Steifheit und Unterkühltheit seien.

### Buch der Könige
Das „Buch der Könige“ (1988–1994, 3 Bde.) über Machtverhältnisse in der Kunstproduktion gilt als weiteres Hauptwerk Theweleits. Der erste Band Orpheus und Euridike erschien 1988 und setzt sich mit Realitäten literarischer und musikalischer Kunstproduktion auseinander. Ausgangspunkt ist das Orpheus-und-Eurydike-Motiv. Theweleit beschreibt, wie sich Kunstproduktion im Patriarchat auf Frauenopfer zurückführen lasse und Künstler ihre Liebesbeziehungen zu Frauen medial instrumentalisieren und für das eigene Werk 'anzapfen'.

### Buch der Königstöchter
Im März 2013 erschien sein 736 Seiten umfassendes Buch der Königstöchter; es ist Teil des auf vier Bände angelegten Pocahontas-Komplex. In seinem Zentrum stehen Sagen und Erzählungen über die antike Königstochter Medea und die indianische Häuptlingstochter Pocahontas. Das materialreiche und üppig illustrierte Buch schildert sie als herausgehobene Beispiele für die zahlreichen weiblichen Opfer indigener Kulturen, die fremden und sich als kulturell überlegen betrachtenden Kolonisatoren bei deren Landnahme fremden Bodens dienstbar wurden. Theweleit beschreibt sie als – teils gezwungene, teils aus Liebe willfährige – Überläuferinnen in die Kultur der Invasoren.
Ausführlich befasst sich Theweleit mit der griechischen Mythologie, genauer: mit jenem Teil, der die Kolonisation der Gebiete, die später Griechenland genannt wurden, durch indogermanische „Völker-Wanderer“, reflektiert und rechtfertigt. Die Mythen erzählen von „Groß-Göttern, welche Königstöchter schwängern und anschließend dafür sorgen, dass deren Väter ihr Land verlieren“. Die von den verführten oder vergewaltigten Königstöchern geborenen Kinder kommen als Heros (Halbgötter) „in die Welt als Agenten ihrer Götterväter und arbeiten gegen die Kultur ihrer Mütter; bis zu deren Unterwerfung unter die Gebote und Verfahren der Kultur der siegreich einwandernden griechischen Olympischen Götter“.

## Archiv
Im Dezember 2017 übergab Klaus Theweleit sein Archiv dem Deutschen Literaturarchiv Marbach. Der Nachlass zu Lebzeiten – auch Vorlass genannt – umfasst etwa 20 Kästen. Da Theweleit mit der Schreibmaschine auf Endlospapier schreibt, sind die meisten seiner Manuskripte als Papierrollen überliefert.

## Schriften (Auswahl)
als Autor
- Männerphantasien. 2 Bände, Verlag Roter Stern/Stroemfeld Frankfurt am Main/Basel 1977, 1978, ISBN 3-87877-111-8 / ISBN 3-87877-110-X (Dissertation Universität Freiburg im Breisgau unter dem Titel: Freikorpsliteratur)
  - Lizenzausgabe als TB bei Rowohlt 1983–1994, dtv 1995, Piper 2000
    - Bd. 1: Frauen, Fluten, Körper, Geschichte, 1977; NA: dtv 30461, München 1995, ISBN 3-423-30461-8.
    - Bd. 2: Männerkörper. Zur Psychoanalyse des Weißen Terrors, 1978; NA: dtv 30462, München 1995, ISBN 3-423-30462-6.

  - Neuausgabe
    - Männerphantasien. Neuausgabe Matthes & Seitz, Berlin 2019, ISBN 978-3-95757-759-7.
- mit Martin Langbein: Bruch, Verlag Roter Stern/Stroemfeld, Basel 1980. Beiheft zu Art Spiegelman: Breakdowns.
- Buch der Könige (auf 4 Bände angelegt)
  - Band 1: Orpheus und Eurydike, Stroemfeld, Frankfurt am Main/Basel 1988, ISBN 3-87877-265-3.
  - Band 2 x: Orpheus am Machtpol, Stroemfeld, Frankfurt am Main/Basel 1994, ISBN 3-87877-305-6.
  - Band 2 y: Recording angels' mysteries: zweiter Versuch im Schreiben ungebetener Biographien, Kriminalroman, Fallbericht und Aufmerksamkeit , Stroemfeld, Frankfurt am Main/Basel 1994, ISBN 3-87877-307-2.
- Objektwahl (All You Need Is Love …). Über Paarbildungsstrategien & Bruchstück einer Freudbiographie, Stroemfeld, Frankfurt am Main/Basel 1990, ISBN 3-87877-321-8.
- One + One. Rede für Jean-Luc Godard, Brinkmann & Bose, 1995
- Das Land, das Ausland heißt. Essays, Reden, Interviews zu Politik und Kunst, dtv, München 1995, ISBN 3-423-30449-9.
- Heiner Müller. Traumtext, Stroemfeld, Frankfurt am Main/Basel 1996, ISBN 3-87877-579-2.
- Ghosts: drei leicht inkorrekte Vorträge. Stroemfeld, Frankfurt am Main/Basel 1998, ISBN 3-87877-744-2.
- Der Pocahontas Komplex (auf 4 Bände angelegt)
  - PO: Pocahontas in Wonderland. Shakespeare on Tour. Stroemfeld, Frankfurt am Main/Basel 1999, ISBN 3-87877-751-5 (Aktualisierter und leicht veränderter Nachdruck der Erstausgabe Matthes & Seitz, Berlin 2020, ISBN 978-3-95757-918-8).
  - CA: Buch der Königstöchter. Von Göttermännern und Menschenfrauen. Mythenbildung vorhomerisch, amerikanisch. Stroemfeld, Frankfurt am Main/Basel 2013, ISBN 978-3-87877-752-6 (aktualisierter und leicht veränderter Nachdruck der Erstausgabe, Matthes & Seitz, Berlin 2020, ISBN 978-3-95757-919-5).
  - HON: Import. Export. Kolonialismustheorien, oder Warum ‚Cortes‘ wirklich siegte. Stroemfeld, Frankfurt am Main/Basel ISBN 978-3-87877-753-3.
  - TAS: „You give me fever“. Arno Schmidt. Seelandschaften mit Pocahontas. Die Sexualität schreiben nach WW II. Stroemfeld, Frankfurt am Main/Basel 1999, ISBN 3-87877-754-X.
- Nicht drängeln! Dreimal anklopfen. In: Elisabeth Schweeger, Eberhard Witt (Hrsg.): Ach Deutschland! Belville, München 2000, ISBN 3-933510-67-8, S. 45–57.
- Der Knall: 11. September, das Verschwinden der Realität und ein Kriegsmodell. Stroemfeld, Frankfurt am Main/Basel 2002, ISBN 3-87877-870-8.
- Deutschlandfilme. Godard. Hitchcock. Pasolini. Filmdenken & Gewalt. Stroemfeld, Frankfurt am Main/Basel 2003, ISBN 3-87877-827-9.
- Tor zur Welt: Fußball als Realitätsmodell. Kiepenheuer & Witsch, Köln 2004, ISBN 3-462-03393-X.
- Friendly Fire: Deadline Texte. Stroemfeld, Frankfurt am Main/Basel 2005, ISBN 3-87877-940-2.
- Absolute(ly) Sigmund Freud. Songbook. Orange-Press, Freiburg im Breisgau 2006, ISBN 3-936086-21-4.
- mit Rainer Höltschl: Jimi Hendrix. Eine Biographie. Rowohlt, Berlin 2008, ISBN 978-3-87134-614-9.
- Das Lachen der Täter: Breivik u. a. Psychogramm der Tötungslust. Residenz Verlag, St. Pölten 2015, ISBN 978-3-7017-1637-1[22]
- Warum Cortés wirklich siegte. Technologiegeschichte der eurasisch-amerikanischen Kolonialismen. Matthes & Seitz, Berlin 2020, ISBN 978-3-95757-865-5.
- a-e-i-o-u. Die Erfindung des Vokalalphabets auf See, die Entstehung des Unbewussten und der Blues. Matthes & Seitz, Berlin 2023, ISBN 978-3-7518-0331-1.

als Herausgeber
- Herausgeber der „absolute-Reihe“ bei orange-press[23]

## CDs
- Das RAF-Gespenst. 2-CD-Set, 130 Minuten. Köln: supposé 2001, ISBN 978-3-932513-23-7.
- Ekstasen der Zeitenmischung. Geschichtsdarstellung in der Kunst. 2-CD-Set, 160 Minuten. Köln: supposé 2001, ISBN 978-3-932513-22-0.
- BST – VIOSILENCE. Audio-CD, 50 Minuten. Musik: Walter Berger, Christian Schaeffer, Klaus Theweleit. Köln: supposé 2001, ISBN 978-3-932513-24-4.

## Auszeichnungen
- 2003: Johann-Heinrich-Merck-Preis für literarische Kritik und Essay.[24]
- 2014: Reinhold-Schneider-Preis der Stadt Freiburg im Breisgau[25][26]
- 2016: Schillerpreis der Stadt Mannheim[27]
- 2021: Theodor-W.-Adorno-Preis[28]